# Han Zhaodi

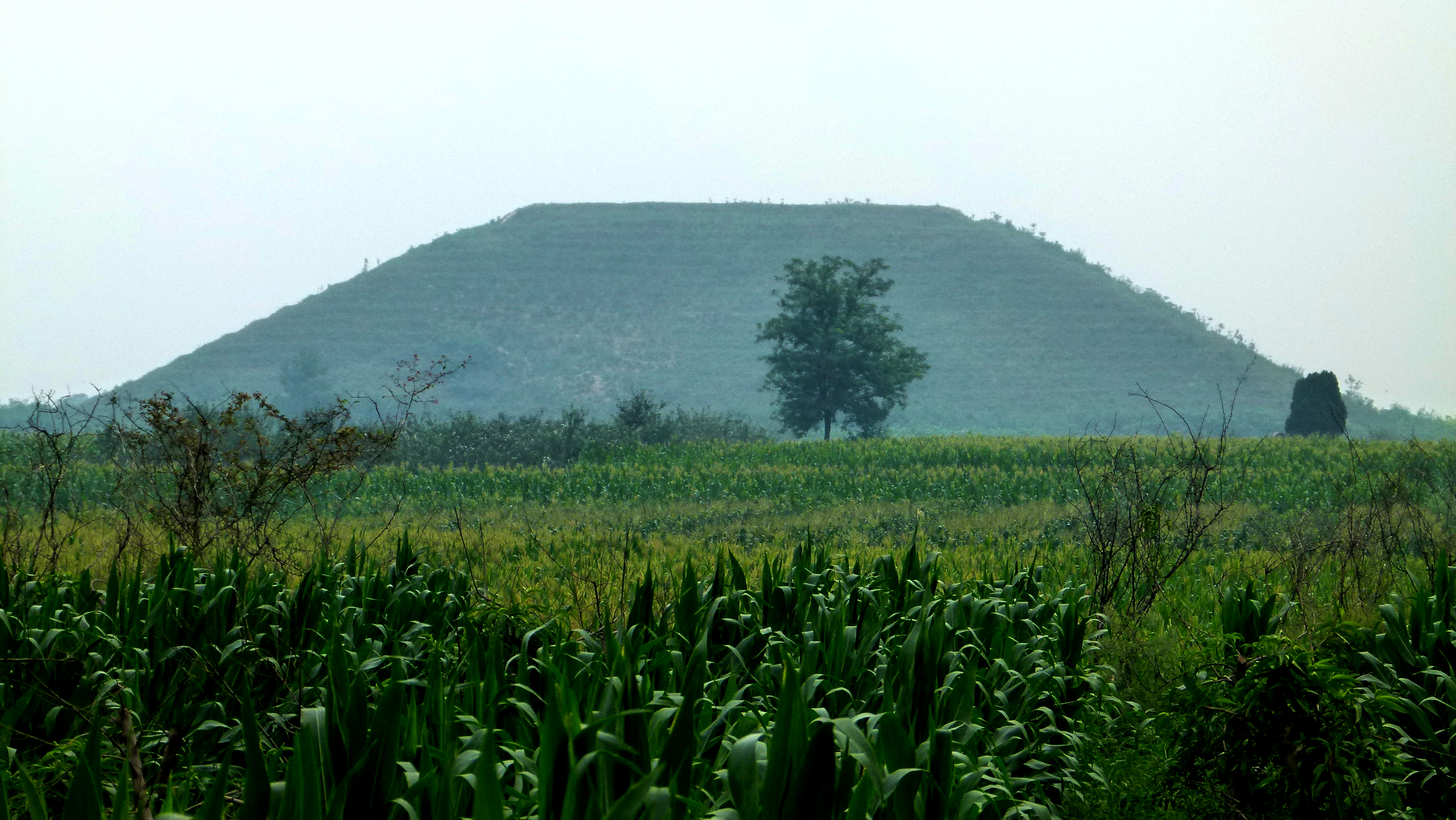
Graven Pingling (平陵) där Han Zhaodi är begravd.

Han Zhaodi (汉昭帝; Hàn Zhāodì) med personnamnet Liu Fuling (刘弗陵; Liú Fúlíng) och stilnamn Liu Bu (刘不; Liú Bù), född 95 f.Kr., död 74 f.Kr., var en kejsare under Handynastin i Kina, som regerade 87 till 74 f.Kr.
Liu Fuling var Han Wudis yngsta son. Hans mor, Lady Zhao (赵婕妤), var en av faderns konkubiner. Som åttaåring tillträde han tronen 87 f.Kr som kejsar Han Zhaodi efter sin far. Att tillsätta Liu Fuling var en kompromisslösning på grund av en hård tvist mellan Han Wudis kejsarinna och hans konkubiner. På grund av hans låga ålder fick han hjälp av tre generaler att styra landet; Huo Guang (霍光), Jin Midi (金日磾) och Shangguan Jie (上官桀).
Han Zhaodi blev officiellt krönt 77 f.Kr. när han betraktandes som vuxen. Shangguan Jies dotter blev hans kejsarinna. I samband med kröningen av Han Zhaodi gjorde hans halvbror Prins Liu Dan (刘旦) uppror, och Shangguan Jie planerade att störta kejsaren och kröna Prins Liu Dan. Planen avslöjades och Shangguan Jie avrättades och prinsen begick självmord.
Han Zhaodi drev dynastin likt sin far genom att bosätta bönder i nya territorium, och fortsätta de militära kampanjerna mot nomadfolken Xiongnu och Wuhuan. År 81 f.Kr gjorde Han Zhaodi en riksomfattande kampanj för att hitta framstående lärda som skulle tillträda i statlig tjänst. Han Zhaodi lyckades genom arrangerade äktenskap skapa fred med Xiongnu, som då frigav ambassadör Su Wu (蘇武) som varit fängslad i över tio år.
Under Han Zhaodis styre sänktes skatterna i landet. Straffskalan lindrades och mindre militärservice infördes. De lägre skatterna, minskad handel och färre militära framgångar gjorde att de stora framstegen riket hade gjort under Han Wudi nu minskade.
När Han Zhaodi avled 74 f.Kr. 22 år gammal hade han inga barn och således ingen tronarvinge. Efter ännu en tvist om tronföljden blev han efterträdd av sin brorson Markis Haihun, som dock blev avsatt efter bara 27 dagar.
Han Zhaodi begravdes i Pingling norr om huvudstaden Chang'an (dagens Xi'an).

## Regeringsperioder
- Shiyuan (始元) 86–81 f.Kr.[5]
- Yuanfeng (元鳳) 80–75 f.Kr.[5]
- Yuanping (元平) 74 f.Kr.[5]